# Mill (moneda)

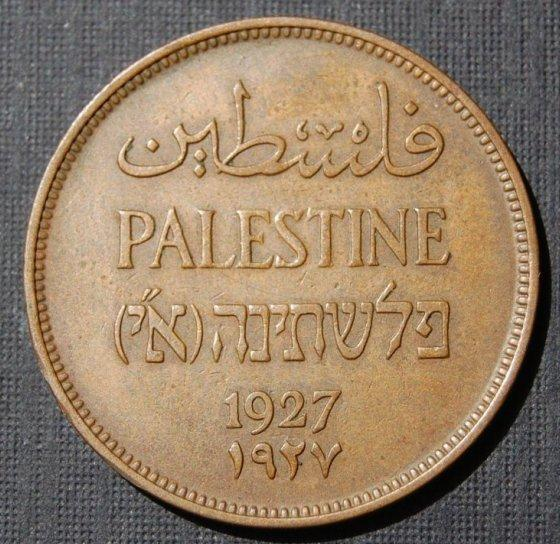
Un mill del Mandat de Palestina del 1927

El mill (nom anglès, també escrit mille o mil) és una antiga moneda fraccionària usada en països de tradició anglosaxona. El seu valor és la mil·lèsima part de la unitat monetària principal (1/1000), derivat de l'origen etimològic del terme, provinent del llatí mille, 'mil'. El seu símbol és ₥.

## Els diversosmills
- Als Estats Units és equivalent a la mil·lèsima part del dòlar; és, per tant, la desena part del cent, i la centèsima part del dime. Se'n van arribar a emetre monedes d'escàs valor (d'alumini, estany, plàstic o paper) per part d'estats i governs locals. Ja no se n'emeten des de la dècada del 1960 i actualment només en queden rastres de l'ús en la manera d'escriure els decimals en les quantitats: per exemple, a «$2.699» (dos dòlars amb sis-cents noranta-nou) el darrer nou correspon a un mill.
- Al Regne Unit (escrit mil), es va proposar durant les dècades de discussió de la decimalització de la lliura com la mil·lèsima part de la lliura esterlina i es va usar ocasionalment com a unitat de compte.
- A Malta (escrit mil), era la mil·lèsima part de la lira; se'n van emetre monedes de 2, 3 i 5 mils entre 1972 i 1994, i posteriorment el mil va caure en desús substituït pel cèntim (cent).
- A Xipre (μιλς en grec, transcrit mils; mil en turc), era la mil·lèsima part de la lliura; se'n van emetre monedes i bitllets de 1955 a 1983, en què foren substituïts també pel cèntim (σέντ, sent).
- A la República de l'Illa de les Roses (una micronació vora la costa italiana), la unitat monetària era el mill, escrit milo en esperanto, la llengua oficial.
- A Palestina (mil en anglès, مل en àrab, מיל en hebreu), durant l'època del mandat britànic, fou la mil·lèsima part de la lliura mentre va estar en vigor (1927-1948); les monedes que la van substituir, la lliura israeliana i el dinar jordà, també es dividien en mil·lèsims anomenats prutà (פרוטה) i fils (فلس), respectivament. El prutà israelià va durar fins al 1960, mentre que el fils jordà va estar en vigor fins al 1992.

## Monedes equivalents
- La lliura egípcia es dividia en 1.000 mil·limat (مليمات, millīmāt) o millièmes, i 10 mil·limat equivalien a 1 piastra.
- El dinar tunisià encara es divideix en 1.000 mil·limat (مليمات) o millièmes (la moneda en circulació més petita és la de 10 mil·limat)
- Les monedes dividides en 1.000 fils (فلس) són el dinar kuwaitià (5 fils és la moneda més petita en circulació), el dinar de Bahrain (1 fils) i el dinar iraquià (25 dinars, ja que les monedes de fils ja no s'utilitzen a causa del seu poc valor). En el cas del dírham dels Emirats Àrabs Units i del rial iemenita, però, els fils tenen el valor de la centèsima part de la unitat monetària, no mil·lèsima com els precedents.
- El rial omanita es divideix en 1.000 baisa (بيسة, baysa). La moneda en circulació més petita és la de 5 baisa.
- El dinar libi es divideix en 1.000 dírhams (درهم, dirham) des del 1971 (la moneda en circulació més petita és la d'1 dírham).
- El ien japonès es dividia en 100 sen (錢) i 1.000 rin (厘). Una antiga proposta de disseny per a la moneda d'1 rin, que es va desestimar, feia servir la llegenda «1 mill» en el text romanitzat.